# Lista placówek oświatowych w Pile

## Szkoły wyższe
- Akademia Nauk Stosowanych im. Stanisława Staszica w Pile
- Wyższa Szkoła Biznesu
- Uniwersytet im. Adama Mickiewicza w Poznaniu - Wydział Zamiejscowy
- Politechnika Poznańska - Dzienne Studia Zawodowe
- Uniwersytet Ekonomiczny w Poznaniu - Ośrodek Studiów Wyższych
- Uniwersytet Warmińsko-Mazurski w Olsztynie - punkt kształcenia

## Szkoły ponadgimnazjalne
- I Liceum Ogólnokształcące im. Marii Skłodowskiej-Curie[1]
- Zespół Szkół Technicznych 
  - Technikum nr 1
  - Szkoła Branżowa I stopnia nr 1
- Zespół Szkół przy teatralnej w Pile 
  - III Liceum Ogólnokształcące
  - Technikum nr 2
  - Szkoła Branżowa I stopnia nr 2
- Zespół Szkół Budowlanych 
  - Technikum nr 4
  - Szkoła Branżowa I stopnia nr 4
- Zespół Szkół im. Stanisława Staszica
  - II Liceum Ogólnokształcące
- Zespół Szkół Ekonomicznych
- Zespół Szkół Gastronomicznych
  - Technikum nr 5
  - Szkoła Branżowa I stopnia  nr 5
- Centrum Kształcenia "Nauka"
  - Liceum Ogólnokształcące
  - Technikum Zawodowe
- Liceum Ogólnokształcące Towarzystwa Salezjańskiego im. św. Jana Bosko
- II Liceum Ogólnokształcące Społecznego Towarzystwa Oświatowego
- Technikum Budowlane Społecznego Towarzystwa Oświatowego

## Gimnazja i szkoły podstawowe
- Gimnazjum Towarzystwa Salezjańskiego im. św. Dominika Savio
- Gimnazjum Społecznego Towarzystwa Oświatowego

- Szkoła Podstawowa nr 1 im. Stanisława Staszica
- Szkoła Podstawowa nr 2 im. Olimpijczyków Polskich - Budynek I (klasy: I-VI)
  - Budynek II (klasy: VII i Gimnazjum II-III)
- Szkoła Podstawowa nr 3 im. Jana Brzechwy
- Szkoła Podstawowa nr 4 im. Mikołaja Kopernika
- Szkoła Podstawowa nr 5 im. Dzieci Polskich - Budynek I
  - Budynek II (klasy: VI-VII i Gimnazjum II-III)
- Szkoła Podstawowa nr 6 im. Lotników Polskich
- Szkoła Podstawowa nr 7 im. Adama Mickiewicza
- Szkoła Podstawowa nr 11 im. Królowej Jadwigi
- Szkoła Podstawowa nr 12 z Oddziałami Integracyjnymi im. Janusza Korczaka
- Szkoła Podstawowa Towarzystwa Salezjańskiego
- Salezjańska Szkoła Podstawowa im. Jana Pawła II
- Szkoła Podstawowa Społecznego Towarzystwa Oświatowego
- Niepubliczna Szkoła Podstawowa Vermilion
- Szkoła Podstawowa dla Dorosłych

## Przedszkola
- Przedszkole nr 1
- Przedszkole nr 2
- Przedszkole nr 3
- Przedszkole nr 4
- Przedszkole nr 5
- Przedszkole nr 6 im. Jasia i Małgosi
- Przedszkole nr 7 im. Pszczółki Mai
- Przedszkole nr 8
- Przedszkole nr 11
- Przedszkole nr 12
- Przedszkole nr 13
- Przedszkole nr 14 im. Wróbelka Elemelka
- Przedszkole nr 15
- Przedszkole nr 16 im. Czerwonego Kapturka
- Przedszkole nr 17 im. Krasnala Hałabały
- Przedszkole nr 18 im. Kubusia Puchatka
- Przedszkole nr 19 im. Misia Uszatka
- Przedszkole Niepubliczne Caritas nr 1
- Przedszkole Niepubliczne BAJKA
- Przedszkole Niepubliczne Zielona Dolina

## Szkoły artystyczne
- Zespół Szkół Muzycznych im. Fryderyka Chopina